# 仁里程氏宗祠
仁里程氏宗祠“德善堂”又名位于安徽黄山市歙县富堨镇仁里村。祠堂建于清代，分为前、中、后三进，保存完好。
2019年3月28日，仁里程氏宗祠公布为第八批安徽省文物保护单位。